# Ernst Spiegelhauer
Ernst Spiegelhauer (24. april 1914 i København – 29. november 1996 i Emdrup) var en dansk fodboldspiller.
I sin klubkarriere spillede Spiegelhauer som højre back i B.93 og var med til at vinde DM både 1939 og 1942. Begge sæsonerne var han med i alle sæsonens kampe.
I perioden 1936-1945 spillede han 122 kampe for klubben uden at scorede. Han var fram til 2000, den markspiller i B.93 der havde spillet flest kampe uden at score. Rekorden blev overgået af Thomas Madsen som "forbedrede" den til 131 kampe.